# Баклуша (приток Боганы)
Баклуша — река в России, протекает по Воронежской, Тамбовской и Саратовской областям. Правый приток реки Боганы.

## География
Река берёт начало юго-западнее посёлка городского типа Романовка Романовского района Саратовской области. Течёт на юго-запад по открытой местности через территорию Мучкапского района Тамбовской области. В нижнем течении протекает в Борисоглебском городском округе Воронежской области. Устье реки находится у села Махровка в 28 км от устья Боганы. Длина реки составляет 42 км, площадь водосборного бассейна — 326 км².

## История
Эта река на картах Генерального плана Борисоглебского уезда 1790 года имеет название — речка Богана.

## Данные водного реестра
По данным государственного водного реестра России относится к Донскому бассейновому округу, водохозяйственный участок реки — Ворона, речной подбассейн реки — Хопёр. Речной бассейн реки — Дон (российская часть бассейна).
Код объекта в государственном водном реестре — 05010200212107000006922.